# Боутрайт, Райан
Райан Джамар Боутрайт (англ. Ryan Jamar Boatright; род. 27 декабря 1992, Орора, штат Иллинойс, США) — американский и армянский профессиональный баскетболист, играющий на позиции разыгрывающего защитника.

## Карьера
Не став выбранным на драфте НБА 2015 года, Боутрайт подписал контракт с «Бруклин Нетс» и присоединился к команде в Летней лиге НБА. В 9 играх Райан набирал в среднем 14,1 очка, 2,3 подбора и 2,2 передачи за игру. 20 октября 2015 года «Бруклин Нетс» отказался от услуг Боутрайта.
23 октября 2015 года Боутрайт подписал контракт с «Детройт Пистонс» и выступал в D-Лиге за «Гранд-Рапидс Драйв».
В январе 2016 года Боутрайт перешёл в «Орландину».
Сезон 2016/2017 Боутрайт начинал в «Гуанчжоу Лонг-Лайонс», но в ноябре перешёл в «Цедевиту». В составе команды Райан стал чемпионом и обладателем Кубка Хорватии, а также был признан «Самым ценным игроком» финальной серии.
В июле 2017 года Боутрайт подписал контракт с «Бешикташем».
В сезоне 2018/2019 Боутрайт выступал за «Агуа-Кальенте Клипперс», «Техас Лэджендс» и «Уникаху».
В июле 2019 года Боутрайт стал игроком «Цедевиты-Олимпии». Его средняя статистика в 10 матчах Еврокубка составила 11,1 очка, 2,5 передачи, 1,8 подбора и 0,8 перехвата. В Адриатической лиге Райан провёл 15 игр, набирая в среднем 11,5 очка, 2,9 передачи, 2,6 подбора и 0,7 перехвата.
В январе 2020 года Боутрайт перешёл в «Автодор». В 4 матчах Единой лиги ВТБ Райан набирал 16,0 очка, 3,0 подбора и 5,0 передачи в среднем за игру.
В ноябре 2020 года Боутрайт продолжил карьеру в «Ритасе». В 8 матчах чемпионата Литвы Райан отметился статистикой в 9,1 очка, 2,3 передачи и 0,9 подбора. В Лиге чемпионов ФИБА набирал 9,7 очка, 3,3 передачи и 2,3 подбора.
В феврале 2021 года Боутрайт перешёл в «Париж».
В августе 2022 года Боутрайт вернулся в «Автодор». В 15 матчах Единой лиги ВТБ набирал в среднем 13,2 очка, 6,7 передачи и 1,3 перехвата.
В январе 2023 года Боутрайт перешёл в «Парму».
19 февраля 2023 года Боутрайт принял участие в «Матче всех звёзд» Единой лиги ВТБ в составе команды Old School. В этой игре Райан провёл на площадке 17 минут 36 секунд и набрал 10 очков, 4 передачи и 2 перехвата.
В августе 2023 года Боутрайт стал игроком «Бней Герцлии».

## Сборная Армении
В ноябре 2017 года, вице-президент Федерации баскетбола Армении Ара Погосян в беседе с журналистами заявил, что Боутрайт отчислен из сборной Армении: 
Совместным решением федерации и тренера Райан Боутрайт больше не будет выступать в сборной Армении, его отчислили. Причина состоит в неподобающем поведении по отношению к национальной команде Армении, федерации и наставнику. Это тяжёлое, но правильное решение. В национальной сборной никто не имеет права ставить себя выше других, здесь все равны.

Спустя несколько дней, главный тренер сборной Армении Никша Бавцевич принял решение вернуть Боутрайта в состав национальной команды. Как сообщает Федерация баскетбола Армении, главный тренер имел долгий разговор с Райаном. Последний попросил прощение за своё поведение: 
21 ноября на состоявшейся в Ереване пресс-конференции я и вице-президент ФБА Ара Погосян объявили, что Райан Боутрайт отчислен из национальной сборной за неспортивное поведение.
Игрок действительно покинул национальную команду и также должен был уехать из Армении вечером 21 ноября. Он отчислен из сборной за оскорбление в мой адрес, а также нарушение спортивного режима.
Я и руководство федерации решили, что в подобной ситуации его пребывание в сборной невозможно. Тем не менее, игрок вчера имел со мной долгий разговор, глубоко раскаялся за свой поступок, попросил прощения у всей команды и попросил предоставить ему ещё один шанс выступать за сборную.
Тренерский штаб и руководство федерации решили пойти навстречу игроку и снова включить его в состав сборной, при условии, что подобного со стороны баскетболиста больше не повторится.
Я многократно говорил мой команде, что дисциплина и взаимное уважение друг к другу очень важны для нас. Мы представляем национальную сборную и должны быть осторожны в своих действиях.
Надеюсь, что в дальнейшем подобные инциденты не повторятся.

## Достижения
- Чемпион Хорватии: 2016/2017
- Обладатель Кубка Хорватии: 2016/2017
- Чемпион NCAA: 2014